# Rotbrauner Apfelfruchtstecher
Der Rotbraune Apfelfruchtstecher (Tatianaerhynchites aequatus, synonym Caenorhinus aequatus), auch Rotbrauner Fruchtstecher genannt, ist ein Käfer, der auf Grund der schnauzenförmigen Verlängerung des Kopfes sofort als Rüsselkäfer erkennbar ist. Innerhalb der großen Gruppe der Rüsselkäferartigen gehört der Käfer zu den Blattrollern (Attelabidae), die heute den Rang einer eigenen Familie besitzen, und hier zur Unterfamilie Rhynchitinae. Man findet den Käfer im Frühjahr nicht selten an Weißdorn oder auch an Obstbäumen, hauptsächlich Apfelbäumen. Die Bezeichnung „Apfelfruchtstecher“ wird auch für die metallisch lila glänzenden Violetten Apfelfruchtstecher (Rhynchites bacchus) benutzt. Beide können junge Apfelfrüchte anstechen und dadurch deren Qualität mindern. Der Apfelblütenstecher dagegen sticht bereits die Blüten an und gehört in die Rüsselkäferfamilie (Curculionidae).

## Bemerkungen zum Namen
Curculio longirostris aeneus, elytris rubris, rostro nigro elongato (lat. Erzfarbener Rüsselkäfer mit langem Rüssel, Flügeldecken rot, Rüssel schwarz und langgestreckt). Mit diesen Worten beschrieb 1767 Linné die Art unter dem Namen Curculio aequatus erstmals. Der Artname aequātus bedeutet gleichgemacht.
Von der Gattung Curculio wurde zuerst die Gattung Attelabus abgespalten, von dieser wiederum Rhynchites, davon Coenorhinus oder Caenorhinus. Die Gattung Tatianaerhynchus wurde erst 2002 aufgestellt. Die Wortstämme -rhin- (von altgr. ρίς, ρίνος rhis, rhinós) bzw. -rhynch- (von altgr. ρύγχος rhýnchos) bedeuten beide Rüssel.
Die Art aequatus ist die einzige Art der Gattung Tatianaerhynchites.
| |                         |
| Abb. 1: Paarung | Abb. 2: Seitenansicht   |
| |                         |
| Abb. 3: Aufsicht |                         |
| |                         |
| Abb. 4: Ausschnitt Schiene rechts entspricht Außenseite mit gekerbter Kante                                                       |                         |
| Abb. 5: Unterseite |                         |
| |                         |
| Abb. 6: Vorderansicht | Abb. 7: Klaue von unten |
| |                         |
| Abb. 8: Flügeldecke seitlich, teilweise koloriert; gelb: 9. Punktreihe, blau: 10. Punktreihe, grün: Vereinigung der beiden Reihen |                         |

## Beschreibung des Käfers
Der Käfer ist gedrungen gebaut und wird 2,7 bis 4,5 Millimeter lang. Von den teils schwer unterscheidbaren blauen und grünen ähnlich gebauten Arten unterscheidet sich die Art leicht durch die Färbung. Der Körper ist metallisch bronzeglänzend und die Flügeldecken rot bis braunrot gefärbt. Die Naht der Flügeldecken trägt hinter dem Schildchen meist einen schmalen, kurzen, undeutlich begrenzten schwärzlichen Streifen. Die Antennen und Beine sind schwarz. Die Oberseite ist deutlich behaart.
Der Kopf ist hinten nicht deutlich abgeschnürt. Der Rüssel ist nicht abknickend. Er ist schlank, nach unten gebogen und länger als der Halsschild. Er ist deutlich schmaler als die Stirn breit. Bei den Weibchen ist er länger als bei den Männchen. Die Mundwerkzeuge sitzen an der Spitze des Rüssels. Die Oberlippe ist wie bei allen Rüsselkäfern verkümmert. Die Kiefer sind klein, die oberen freiliegend. Die Kiefertaster sind rudimentär und starr. Am Rüssel ist keine Fühlergrube ausgebildet. Die elfgliedrigen Fühler sind etwa in der Mitte der Rüssels eingelenkt. Das erste Fühlerglied ist kaum länger als die folgenden und gegenüber diesen nicht abgewinkelt. Die letzten drei Glieder bilden die locker gegliederte Keule. Das letzte Fühlerglied ist fein geringelt und täuscht dadurch die Existenz eines weiteren Fühlerglieds vor. Die runden Augen sind vorgewölbt.
Der Halsschild ist kaum länger als in der Mitte breit. Vorn ist er verengt, an den Seiten gerundet erweitert.
Die Flügeldecken sind höchstens 1,3 mal so lang wie zusammen breit. Sie lassen das Ende des Hinterleibs (Telson) unbedeckt. Die Schultern sind kräftig ausgebildet, die Flügeldecken zusammen deutlich breiter als der Halsschild. Die Seiten der Flügeldecken verlaufen im vorderen Bereich sich leicht verbreiternd. An der Spitze sind die Flügeldecken einzeln verrundet. Die Punkte auf den Flügeldecken sind in Reihen angeordnet. Die Punktereihe neben dem Schildchen (Skutellarstreif) ist stark verkürzt und endet noch im ersten Viertel der Flügeldecke. Der neunte und der zehnte Punktstreifen (die beiden am weitesten außen gelegenen Punktstreifen) vereinen sich in der Mitte der Flügeldecken (Abb. 8).
Die Trochanteren sitzen zusammen mit den Schenkeln der Hüfte auf. Die Schienen tragen außen eine fein gekerbte Kante (Abb. 4). Sie tragen keine dorn- oder hakenförmige Verlängerungen. Die Tarsen sind alle viergliedrig. Das erste Tarsenglied ist nicht länger als das zweite und dritte zusammen. Das dritte Tarsenglied ist zur Aufnahme des Klauenglieds zweilappig gespalten. Die Klauen sind nicht verwachsen und gespalten (Abb. 7).
Von unten erkennt man nur 5 Hinterleibsabschnitte (Abdominalsegmente). Das erste und zweite Abdominalsegment sind auch an der schmalsten Stelle gleich breit. Die Hinterhüften sind schmaler als eines dieser Abdominalsegmente.

## Bau der Larve
Die Larve ist gelblichweiß und fußlos, weichhäutig und dick. Sie wird 4 bis 4,5 Millimeter lang.

## Biologie
Die Art kommt an trockenen Standorten auf Bäumen und Sträuchern vor, etwa an Trocken- und Wärmehängen, sonnenexponierten Waldrändern, seltener in Gärten, und an Feldrainen.
Die Käfer überwintern versteckt hinter Rindenschuppen. Im Frühjahr fressen sie an den Blatt- und Blütenknospen. Nach der Fruchtbildung bohren die Weibchen die jungen Früchte an und legen in die trichterförmigen Löcher je ein Ei ab. Eine Frucht kann mehrmals belegt werden. Nach einer Woche schlüpfen die Larven. Sie ernähren sich ungefähr drei Wochen lang vom Fruchtfleisch. Im ausgewachsenen Zustand verlassen sie die Früchte, um im Boden zu überwintern. Die Verpuppung erfolgt im Frühjahr. Pro Jahr wird nur eine Generation hervorgebracht.

## Schädlichkeit
Man findet den Käfer am häufigsten auf Weißdorn, er kommt jedoch auch an anderen Strauch- und baumartigen Rosaceen vor. An Obstbäumen, vor allem an Apfelbäumen, kann die Art schädlich werden. Bei Äpfeln bewirkt er Deformationen der Apfelfrucht durch die Bohrlöcher, bei Zwetschgen gibt es an den Bohrstellen starken Gummifluss.
In Mitteleuropa findet man ab April Fraßschäden an Blättern und Knospen der Apfelbäume, ab Mai werden die Äpfel trichterförmig angebohrt. Ab Juni erfolgt die Eiablage in diese Fraßgänge. Die Früchte werden häufig mehrmals belegt
Während Entwicklung der Apfelfrucht verwachsen die Löcher zu trichterförmigen Vertiefungen. Gelegentlich entwickelt sich um diese Vertiefungen ein warzenartiger Hof, der mit Wundkork überzogen ist.
Zur Bekämpfung sind im Ökologischen Landbau Insektizide mit den Wirkstoffen Pyrethrine und Rapsöl zugelassene Pflanzenschutzmittel.

## Vorkommen
Die Art ist über weite Teile Europas bis nach Westasien verbreitet, fehlt jedoch beispielsweise in Irland, Schottland, dem nördlichen Fennoskandinavien und Teilen des Mittelmeerraums. In Deutschland kommt sie in allen Landesteilen vor.

## Gefährdung
Die Art gilt in Deutschland als ungefährdet.

## Taxonomie
Die Art wurde 1767 von Carl von Linné als Curculio aequatus erstbeschrieben. Ein weiteres Synonym lautet Coenorrhinus aequatus (Linnaeus, 1767).